# Sarcófago

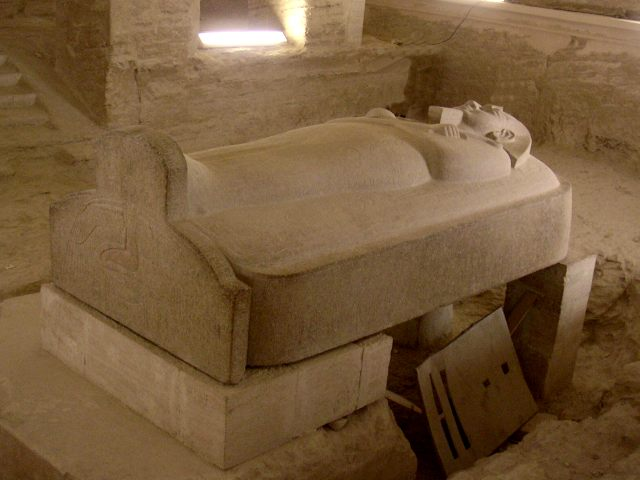
Sarcófago do faraó Merneptá

Um sarcófago é uma urna funerária, geralmente de pedra, colocada sobre o solo - embora alguns sarcófagos fossem enterrados. No Antigo Egito, se o morto fosse de classe alta, o corpo era geralmente mumificado e depositado nesse tipo de urna.

## Etimologia
A palavra "sarcófago" provém do grego antigo σαρκοφάγος, translit. sarcophágos, de σάρξ, (translit. sarx: 'carne') e φαγεῖν (translit. phagein: 'comer'). A palavra sarkophágos era originalmente parte da expressão λίθος σαρκοφάγος (translit. lithos sarkophágos: 'pedra que come carne'), em alusão a um tipo de calcário, que, supostamente, seria capaz de decompor a carne dos cadáveres. A expressão foi levada para o latim como lapis sarcophagus.

## Características
De grande importância nos sarcófagos são os desenhos, que em diferentes ocasiões representavam Deuses que ajudariam o morto em sua viagem ao outro mundo, além de expor a classe social da família do falecido. Das várias representações dos sarcófagos, destaca-se o culto ao Deus Rá, que acompanharia dia e noite a viagem do morto em seu barco sagrado. O fato de o Sol nascer todas as manhãs simbolizava Rá vencendo os perigos do mundo subterrâneo, seguindo seu ciclo, junto ao morto. Uma outra representação muito encontrada é sobre a grande batalha entre Osíris e seu irmão Seti, que teria vencido Osíris e espalhado seus restos por todo Egito.
Havia trechos diversos, como a viagem de barco sagrado, os filhos de Hórus, entre outros, retirados do Livro dos Mortos.
Com o passar dos tempos, houve uma evolução nos sarcófagos. Na I e na II dinastias egípcias, os sarcófagos eram feitos de madeira, possuíam formato retangular, com sua tampa com forma de abóbada. O corpo ficava encolhido e com o rosto virado para o oeste. O corpo era colocado com seus pertences no seu túmulo. Usavam-se chacais para tomar conta do túmulo, de modo que não fosse saqueado, pois havia objetos de ouro e prata na sala do sarcófago. Acreditava-se que o morto iria precisar de seu corpo e de seus pertences no outro mundo. Por isso eram deixadas no túmulo comidas, bebidas e os órgãos do morto dentro de potes de barro contendo água do Mar Morto, saturada de sal, para que fossem preservados. Também era deixado ali a cópia do Livro dos Mortos, que ele teria de ler, segurando a cruz ansata, que, para os egípcios, era a chave da vida.

## Outras funções
A partir do Império Antigo, os sarcófagos começaram a desempenhar funções simbólicas. No Império Médio, eles eram orientados pelos quatro pontos cardeais. Cada um era representado pelos filhos de Hórus (como já dito anteriormente). Também era característica desse período um painel falso central, posicionado na altura do rosto, por onde eram redesenhados os olhos, nariz e boca. O sarcófago com formatos dos mortos data-se da XII dinastia. Os olhos simbolizavam a união entre os dois mundos: o terreno e o celestial, e acreditavam que por meio desses olhos desenhados que o morto poderia enxergar o exterior.
A palavra "sarcófago" também foi usada na construção de uma parede extremamente pesada no Reator 4, em Chernobyl, após o acidente nuclear. Foi feita para amenizar a radiação que a explosão havia provocado.

## Galeria

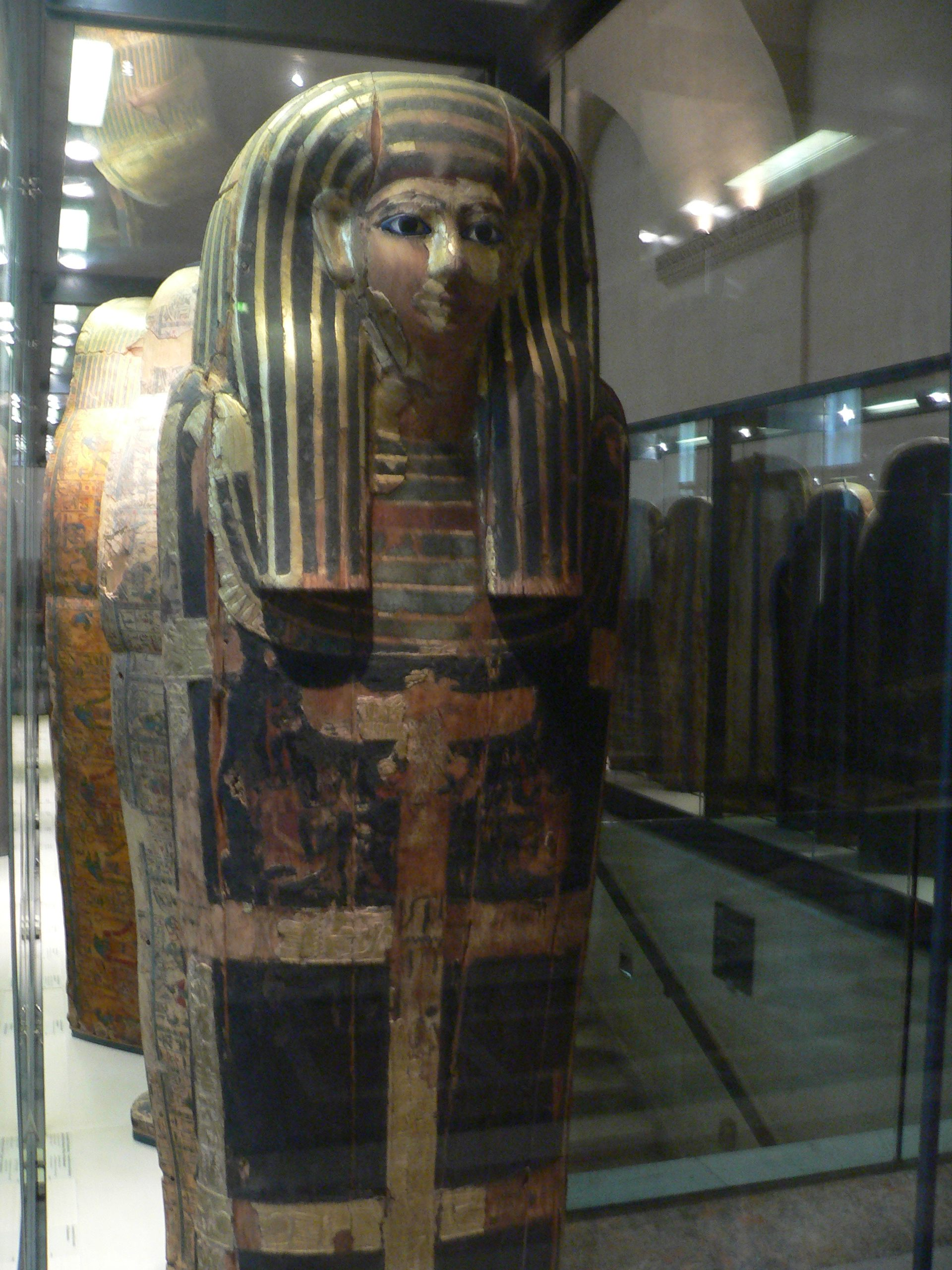
Sarcófago de Mesrē. Madeira revestida, pintada e folheada a ouro, da XVIII dinastia egípcia (1550–1295 a.C.).
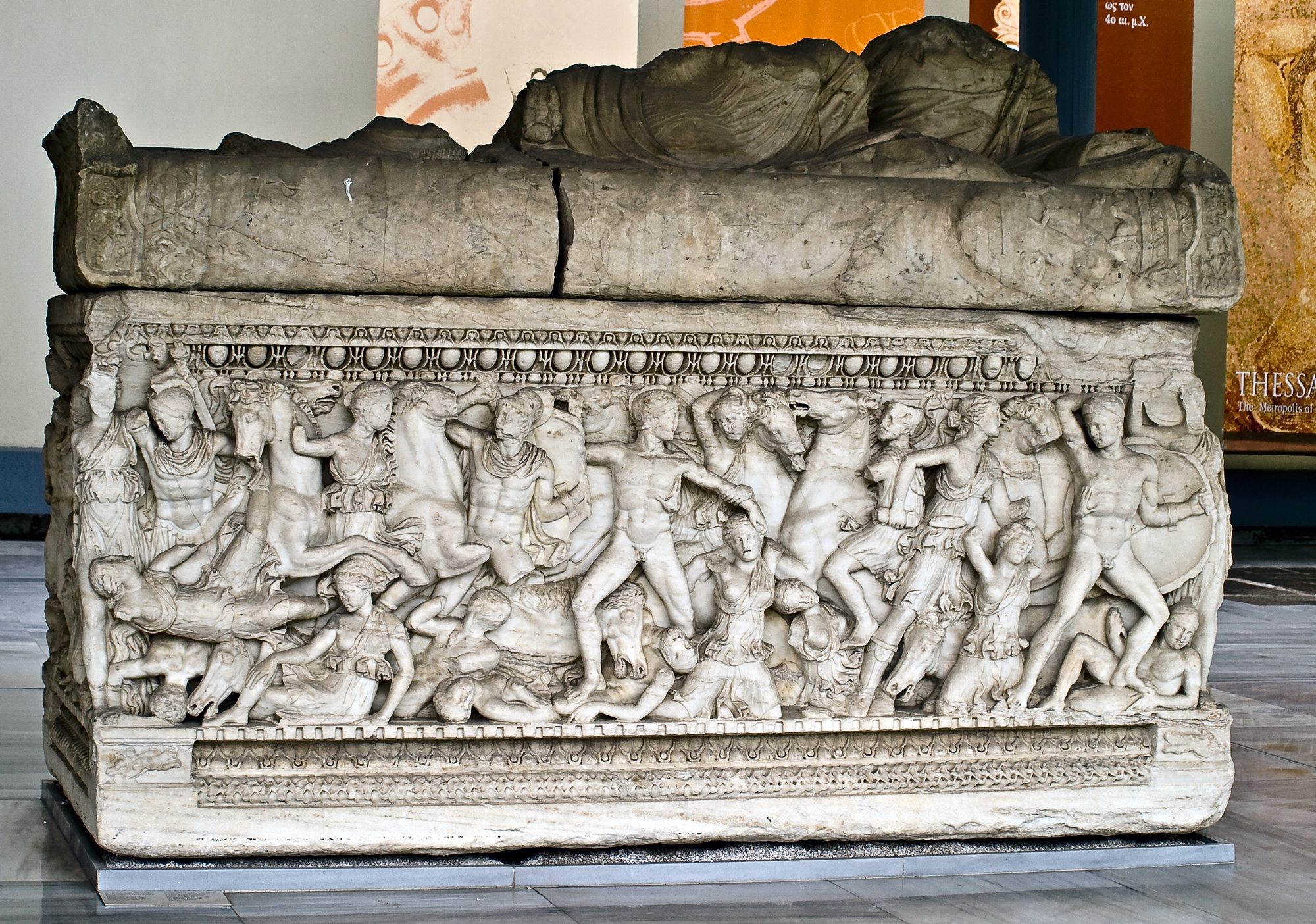
Sarcófago de mármore com amazonomaquia, Museu Arqueológico de Tessalônica
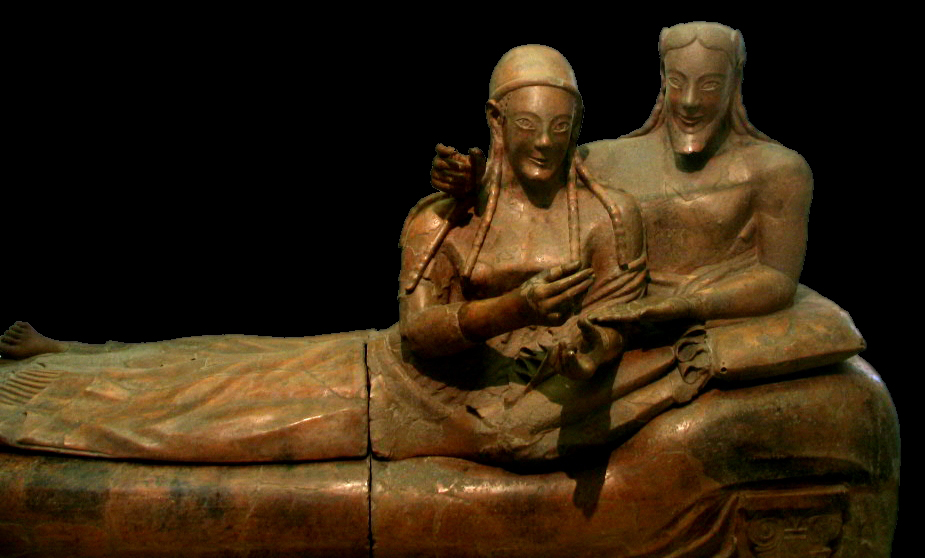
"Sarcófago dos Esposos", século VI a.C., Museu Nacional Etrusco
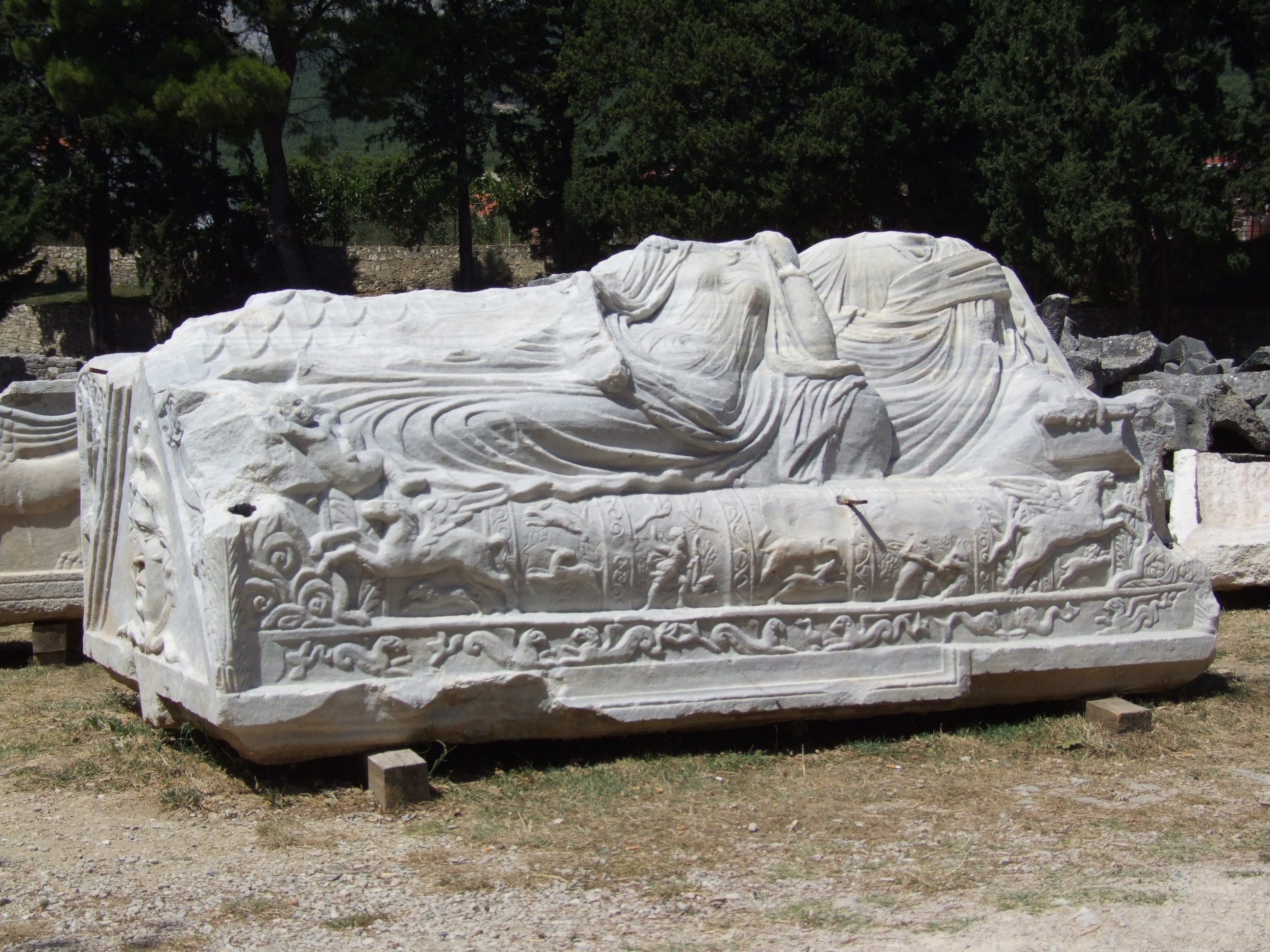
Sarcófago romano de Salona
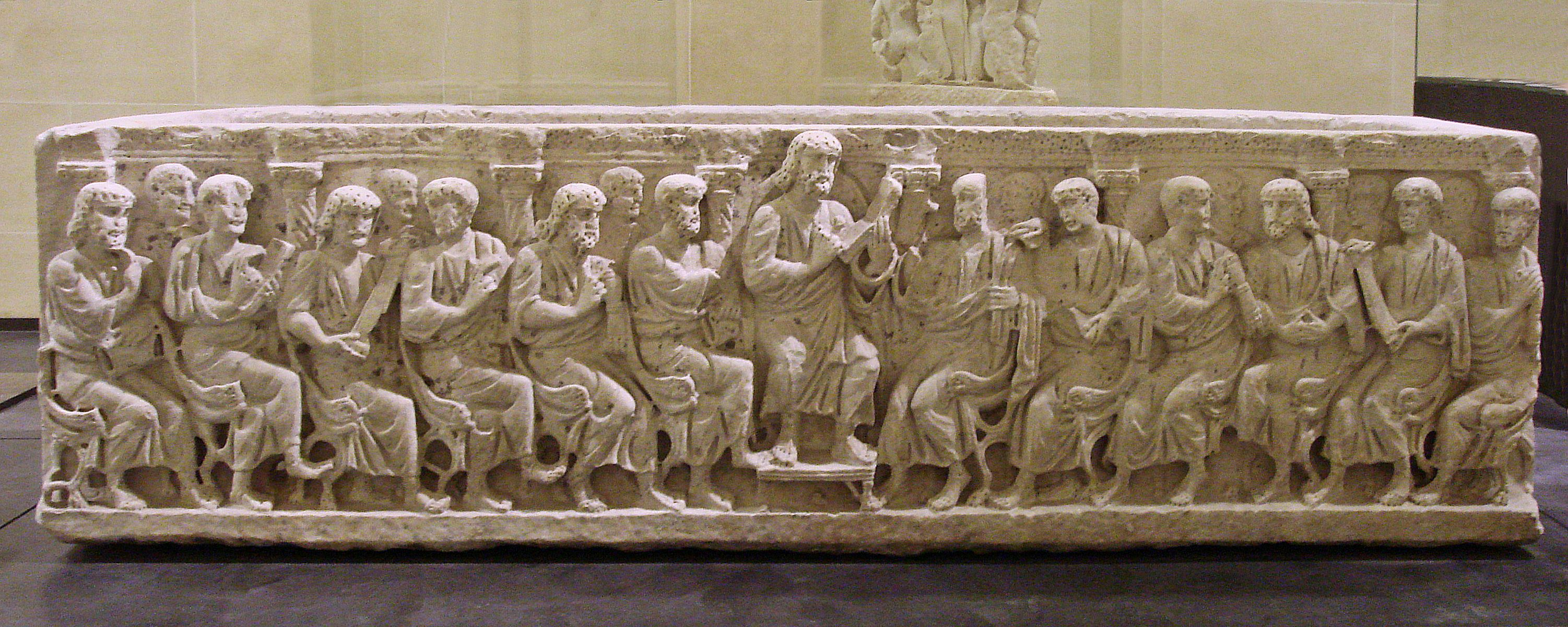
Sarcófago galo-romano cristão, Rignieux-le-Franc (Ain), fim do século IV d.C., Museu do Louvre.